# آمنه سوركه
آمنه سوركه، هو متحف وطني ويقع في مدينة السليمانية. 

## تاريخ
كان يستخدم سابقاً كسجن مؤقت في الفترة من عام 1979 إلى عام 1991. وفي عام 2003، حولته حكومة إقليم كردستان من سجن إلى متحف. يوجد على جدران المتحف 182,000 قطعة من الزجاج العاكس التي تمثل عدد الأكراد الذين تعرضوا للتعذيب والقتل في حملة الأنفال. اليوم آمنة سوركه يعتبر الوجهة السياحية الأكثر شهرة في السليمانية، حيث يزوره الآلاف من المحليين والمسافرين وأطفال المدارس.